# Меростомовые
Меростомовые (лат. Merostomata) — класс членистоногих из подтипа хелицеровых (Chelicerata). Включает мечехвостов и ракоскорпионов, представлен преимущественно вымершими животными: известно лишь четыре вида, сохранившихся до наших дней. 
Ряд исследователей рассматривает меростомовых как парафилетическую группу, полагая ракоскорпионов более близкими к паукообразным и объединяя эти две группы в таксон Cryptopneustida.